# Jen žádnou paniku
Jen žádnou paniku byla první česká dívčí skinheadská hudební skupina koncertující v letech 1990–1991. Hudebně se profilovala do oi-punkově zaměřeného rockového stylu, charakteristického právě pro subkulturu v tomto období.
I když kapela neměla dlouhého trvání, v obecném povědomí je spojována především s osobností Mirjam Landové, manželky Daniela Landy.

## Historie
Úvahy o založení kapely se datují již do poloviny roku 1989. Tehdy však k vážnějšímu pokusu založení nedošlo, neboť tato představa neustále narážela na několik problémů, sestávajících z tradičních potíží takovýchto hudebních spolků – tedy nedostatek členů, chybějící aparatura a v neposlední řadě i prostory zkušebny. Tuto obtíž překonala zakládající členka kapely Jarka Hloušková až o rok později. S mírnou nadsázkou lze říci, že k založení došlo v hospodě, resp. ve vinárně Orlík, po níž své jméno přejala i stejnojmenná hudební skinheadská legenda. Na zrození kapely měli svůj podíl především Ondra Záruba, který Jarku seznámil s Luckou a Lou Fanánek Hagen s Martou. Společně s frontmenčinou spolubydlící Martinou pak byla původní kapela v zásadě kompletní. O zkušebnu se s nimi podělila skupina Duní, úzce spjatá s Třemi sestrami.
Členky kapely měly hudební zkušenosti teprve mizivé. Výjimkou byla Jarka, autorka většiny textů, která už před tím hrála od roku 1985 v undergroundové formaci É Ucho Debil Accord Band, následujícího roku přejmenované na Orchestr Bissext. Dohromady jako kapela začaly společně zkoušet už na jaře – v dubnu 1990. Přes léto měly nacvičeny první tři písně. Zatím ovšem beze zpěvu. Po měsíci byl hotov dvanáctiminutový repertoár, během něhož se stále řešily problémy se zpěvem. Chvíli tam zaskočil i Jindřich Kellner ze skupiny Braník, ale pro trvání na dívčím image kapely byl záhy nahrazen tehdy jednadvacetiletou členkou uskupení Mirjam Müller, čerstvě provdanou za zpěváka Orlíku – Daniela Landu.
Ostatně skupiny Orlík, Braník a Tři sestry se kolem „Paniky“ nějakým způsobem pohybovaly neustále. Oi-punková kapela Hubert Macháně měla na své nahrávání prvního oficiálního LP v lednu 1991 půjčenou bicí soupravu právě od Jarky z JŽP. Zvláště Orlík býval nejblíže, neboť Mirjam byla vdaná za jejich frontmana a Jakub Maleček (ex-Duní, Orlík, Tři sestry) byl po hudební stránce jejich „velkým“ rádcem. Jen žádnou paniku byla také častokrát předkapelou Orlíku a po jejich ukončení činnosti přestávají vystupovat i oni.
První oficiální koncert JŽP se uskutečnil 19. 10. 1990 v Šonově a další hned následující den v Praze, na oslavě Jarčiných narozenin, kde se sešlo hned 8 kapel (Starý hadry, Tři sestry, Duní, Orlík…atd.). Od té doby holky odehrály ještě několik dalších koncertů, včetně legendárního festivalu 29. 6. 1991 v Bzenci na Moravě, jemuž byl hlavním sponzorem časopis Reflex.
V té době již došlo k několika zásadním změnám. Po odchodu dvou členek (v červnu Marty a září Martiny) přestal být prioritou ryze dívčí charakter formace a proto byla doplněna o Pavla a Alana Pásovce z Braníku, s kterým Jarka pár let žila. Došlo i ke změně názvu na Anti-paniku.
Kapela se, podobně jako Orlík, na koncertech otevřeně distancovala od hajlování, které jí vadilo u některých návštěvníků. Anti-panika hudebně zapadá do kontextu českého pojetí punku, případně Oi! a Hardcore stylu počátku devadesátých let. Podobně jako i další české kapely, i tato přebírala písničky zahraničních legend podobného směru. V tomto případě šlo kupř. o Störkraft či Endstuffe.
Kapela o sobě dávala vědět i mediálně skrze rozhovory v časopisech pro mládež (Sedmička pionýrů, Filip, Rock&Pop, Melodie, Hubert). Posledně jmenovaný časopis byl vůbec prvním skinheadským fanzinem v Česku, jehož vydavatelem byl Karel Duben ze Žacléře, textař trutnovské rockové skupiny Diktátor (později Excalibur) a spoluzakladatel české militantní frakce Bohemia Hammerskins. Měsíc před Vánocemi měla na jeho akci hrát i Anti-panika, ovšem kromě Lucky bez udání důvodu nepřijela. Později vyšlo najevo, že ostatní členky kapely nechtěly mít s Dubnovou aktivitou nic společného a dohodly se na rozpuštění kapely.
Za svoji poměrně krátkou existenci nevydaly žádné demo ani jinou nahrávku. Holky nedaly souhlas ani vydavatelství Reflex Records k publikováni jejich bzeneckeho koncertu. Existují však několikapísničkové koncertní live záznamy. Kapela se přesto stačila vrýt do povědomí skinheadské subkultury. Jarka Sedláčková později dělala nějaký čas v Monitoru, nazpívala Fanánkovi vokály na jeho sólovém albu Hagen Baden, jezdila s ním jako vokalistka po koncertech a zahrála si v několika kultovních klipech (Průša je úchyl, Láska je láska). Od roku 1993 začala pracovat v TV Nova v tehdy neznámém oboru self promotion. V současné době píše scénáře, režíruje a dramaturguje různé televizní pořady a kampaně. Mirjam Landa spolupracuje se svým manželem na jeho projektech a věnuje se i režii (kterou vystudovala na FAMU) a tvorbě muzikálů. Marta Jakobcová se odstěhovala do Švýcarska, kde žije a pracuje, o Martině a Lucce se nic neví. Šlo o první tuzemskou dívčí Oi! kapelou a do současnosti možná i jedinou.

## Původní členové

### Původní členové
- Jarka Hloušková (roz. Benešová, nyní Sedláčková) – bicí
- Mirjam Landa (roz. Müller) – zpěv
- Lucie "Kaja" Ferdinandová – zpěv, kytara
- Martina Douchová – Pourová – kytara
- Marta Jakobcová – baskytara

### Dočasní členové
- Jindra Kettner – zpěv
- Alan Krása Pásovec – baskytara
- Pavel – kytara

## Diskografie
- Live (1990)
- Live (1991)